# Hagen Leditschke
Hagen Leditschke (* 15. August 1984) ist ein deutscher Rettungsschwimmer und Wasserballer.

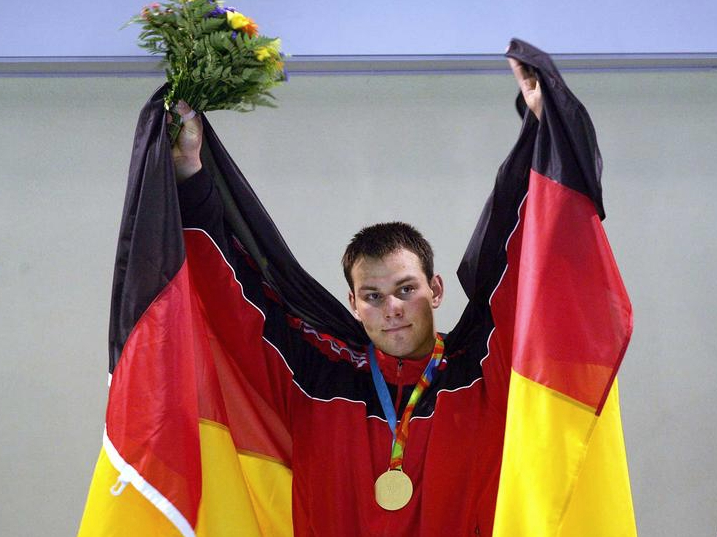
Award ceremony at the World Games 2005 in Duisburg.

## Leben
Mit fünf Jahren begann Leditschke mit dem Schwimmsport. Der Sohn von Günther Leditschke und Martina Kurrat, beides ehemalige Nationalspieler im Basketball in der DDR, wuchs in einem sportlich sehr ambitionierten Umfeld auf. Ab 1995 schwamm er beim SC Magdeburg. Seine Spezialdisziplin war das Kraulen. Er wurde mehrmals sachsen-anhaltischer Landesmeister. Im Jahr 2000 wechselte er zum Wasserball und spielte in der zweiten Bundesliga. Um 2001/2002 orientierte er sich neu und trat im Rettungsschwimmsport an. Bereits als 19-Jähriger stellte er 2003 einen Weltrekord in der Disziplin Manikin Carry (Rettung einer 50-Kilogramm-Puppe) auf, der über mehrere Jahre bestand. Zeitweise wechselte er zu einem Team nach Halle (Saale).
Er wurde als Rettungsschwimmer bei den Weltmeisterschaften 2004 und 2006 Weltmeister und erreichte darüber hinaus zwei Silbermedaillen. Außerdem ist er mehrfacher Europameister, so 2003, 2005 und dreifach im Jahr 2007. 2005 gewann er bei den World Games zwei Mal Gold und einmal Bronze.
In den Jahren 2014–2019 war Leditschke für die Wasserball-Union Magdeburg wieder als Wasserballer in der zweiten Bundesliga aktiv.
Der Magdeburger erlernte den Beruf des Industriemechanikers. Im Sommer 2006 wurde der 1,97 Meter große Leditschke Sportsoldat in Warendorf.
Im Jahr 2010 schloss er sein Studium zum staatlichen geprüften Techniker spezialisiert auf die Maschinen- und Fertigungstechnik ab.
Seit 2023 hat Leditschke eine leitende Funktion in der Planung beim US-amerikanischen Industriekonzern AGCO.

## Ehrungen
2006 durfte sich Leditschke in Anerkennung seines sportlichen Erfolgs als Rettungsschwimmer in das Goldene Buch der Stadt Magdeburg eintragen. Der Bundesinnenminister Hans-Peter Friedrich überreichte ihm im Juni 2012 das Silberne Lorbeerblatt.